# ケルヴィン・ガステラム
ケルヴィン・ガステラム（Kelvin Gastelum、1991年10月24日 - ）は、アメリカ合衆国の男性総合格闘家。カリフォルニア州サンノゼ出身。キングスMMA所属。The Ultimate Fighter 17ミドル級トーナメント優勝。

## 来歴
メキシコ人の両親の間に生まれ、高校時代はレスリングでアリゾナ州王者となった。北アイダホ大学に進学するも総合格闘家になるために1年で中退した。保釈保証業者として働きながら2010年12月11日にプロ総合格闘技デビュー。

### The Ultimate Fighter
2013年1月、リアリティ番組「The Ultimate Fighter」のシーズン17に参加。チェール・ソネン率いるチーム・ソネンに所属。ミドル級トーナメント1回戦でババ・マクダニエルと対戦し、リアネイキドチョークで一本勝ち。2回戦でコリン・ハートと対戦し、秒殺KO勝ち。準決勝でジョシュ・サマンと対戦し、リアネイキドチョークで一本勝ち。ドラフトで14選手中13番目の下位指名ながらアップセットを繰り返し決勝進出を果たした。
2013年4月13日、The Ultimate Fighter 17 Finaleで行われたミドル級トーナメント決勝でユライア・ホールと対戦し、お互い一歩も譲らぬ接戦となったが、僅差で2-1の判定勝ち。The Ultimate Fighter史上最年少優勝者となる21歳での優勝を果たした。

### UFC
2013年8月28日、UFC本戦初出場となったUFC Fight Night: Condit vs. Kampmann 2でブライアン・メランコンと対戦し、リアネイキドチョークで1R一本勝ち。
2014年3月15日、UFC 171でウェルター級ランキング14位のリック・ストーリーと対戦し、2-1の判定勝ち。
2014年11月15日、UFC 180でウェルター級ランキング7位のジェイク・エレンバーガーと対戦し、リアネイキドチョークで1R一本勝ち。パフォーマンス・オブ・ザ・ナイトを受賞した。
2015年1月31日、UFC 183でウェルター級ランキング3位のタイロン・ウッドリーと対戦し、1-2の判定負け。キャリア初黒星を喫した。この試合はガステラムの体重超過により81.6kg契約で行われた。ガステラムは計量当日の朝にはウェルター級のリミット体重まであと3ポンドと減量は順調だったものの、嘔吐するなど突如体調を崩して病院で点滴等の治療を受けたことで体重を超過した。
2015年6月28日、ミドル級契約での試合となったUFC 188でネイサン・マーコートと対戦し、2R終了時にコーナーストップでTKO勝ち。
2015年11月21日、ウェルター級復帰戦となったUFC Fight Night: Magny vs. Gastelumでウェルター級ランキング13位のニール・マグニーと対戦し、1-2の判定負け。敗れはしたものの、ファイト・オブ・ザ・ナイトを受賞した。
2016年7月9日、UFC 200でウェルター級ランキング6位のジョニー・ヘンドリックスと対戦し、3-0の判定勝ち。この試合はヘンドリックスの体重超過により77.6キロ契約で行われた。
2016年11月11日、UFC 205でドナルド・セラーニと対戦予定だったがウェルター級のリミットまで体重を落とすことができず中止となった。これに関してUFC代表のダナ・ホワイトは「もう彼を170ポンドで闘わせることはないだろう」とコメントし、次戦からガステラムがミドル級で戦うことを示唆した。
2016年12月10日、UFC 206でミドル級ランキング10位のティム・ケネディと対戦。序盤からスピーディーな打撃でケネディを圧倒して、3Rに左フックでTKO勝ち。
2017年3月11日、UFC Fight Night: Belfort vs. Gastelumでミドル級ランキング9位のビクトー・ベウフォートと対戦し、左ストレートで1RTKO勝ち。パフォーマンス・オブ・ザ・ナイトを受賞した。しかし、ベウフォート戦試合当日夜に実施されたドーピング検査で、ガステラムからマリファナの代謝産物カルボキシ-THCの陽性反応が検出されたことを米国アンチドーピング機関（USADA）から4月6日に通知され、ガステラムはファイトマネーから20％の罰金と90日間の資格停止処分が科せられた。また、ブラジルMMAアスレチック委員会（CABMMA）は、5月7日付けで試合結果をノーコンテストに変更した。
2017年7月22日、UFC on FOX 25でミドル級ランキング5位のクリス・ワイドマンと対戦。1Rに左ストレートでダウンを奪うも、3Rに肩固めで一本負け。
2017年11月25日、UFC Fight Night: Bisping vs. Gastelumでミドル級ランキング2位の元UFC世界ミドル級王者マイケル・ビスピンと対戦し、カウンターの左フックでダウンを奪い、パウンドで1RKO勝ち。パフォーマンス・オブ・ザ・ナイトを受賞した。
2018年5月12日、UFC 224でミドル級ランキング2位のホナウド・ジャカレイと対戦。2Rにワンツーでダウンを奪うなどスタンドの攻防で優勢に立ち、2-1の判定勝ち。ファイト・オブ・ザ・ナイトを受賞した。
2019年2月10日、UFC234のUFC世界ミドル級タイトルマッチで王者ロバート・ウィテカーに挑戦する予定だったが、ウィテカーが試合当日に腸の腹部ヘルニアで欠場したため、中止となった。
2019年4月13日、UFC 236のUFC世界ミドル級暫定王座決定戦でミドル級ランキング5位のイスラエル・アデサンヤと対戦。1Rに右フックでフラッシュダウンを奪い、4Rには左ハイキックでアデサンヤをぐらつかせ追撃のパンチで追い詰める場面もあったものの、僅差で0-3の5R判定負け。敗れはしたもののファイト・オブ・ザ・ナイトを受賞した。また、この試合は同年のUFCファイト・オブ・ザ・イヤーを受賞し、2025年2月8日にはUFC殿堂入りを果たした。
2019年11月2日、UFC 244でダレン・ティルと対戦し、1-2の判定負け。自身初の連敗を喫した。
2020年1月、手術は回避したものの膝の外側側副靱帯を断裂した。
2020年5月12日、米国アンチドーピング機関（USADA）が、ダレン・ティルとの試合で実施されたドーピング検査でガステラムからマリファナの代謝産物カルボキシ-THCの陽性反応が検出され、9か月間の資格停止処分を受けたが、ガステラムが薬物治療プログラムを完了したことで期間が短縮され、5か月間の資格停止処分となったことを発表した。
2020年7月19日、UFC Fight Night: Figueiredo vs. Benavidez 2でミドル級ランキング6位のジャック・ハーマンソンと対戦し、ヒールホールドで1R一本負け。
2021年2月13日、UFC 258でミドル級ランキング15位のイアン・ハイニッシュと対戦し、3-0の判定勝ち。
2021年4月17日、UFC on ESPN: Whittaker vs. Gastelumでミドル級ランキング1位のロバート・ウィテカーと対戦し、0-3の5R判定負け。敗れはしたものの、ファイト・オブ・ザ・ナイトを受賞した。大会1カ月前に病気で欠場したパウロ・コスタの代役を受けての出場であった。
2021年8月21日、UFC on ESPN: Cannonier vs. Gastelumでミドル級ランキング3位のジャレッド・キャノニアと対戦し、0-3の5R判定負け。
2023年4月8日、約1年8カ月ぶりの復帰戦となったUFC 287でミドル級ランキング14位のクリス・カーティスと対戦し、3-0の判定勝ち。ファイト・オブ・ザ・ナイトを受賞した。
2023年12月2日、約7年5カ月ぶりのウェルター級復帰戦となったUFC on ESPN: Dariush vs. Tsarukyanでウェルター級ランキング8位のショーン・ブレイディと対戦し、キムラロックで3R一本負け。

## ファイトスタイル
身長175cmと中量級においては小柄ながらも、強烈な左ストレートと左フックを持つミドル級屈指のハードパンチャー。主にボクシングの攻防に優れるが、イスラエル・アデサンヤ戦では左ハイキックでアデサンヤをぐらつかせている。さらに、レスリングやグラウンドでの攻防にも優れており、グラウンドではリアネイキドチョークなどの絞め技を得意としている。

## 戦績

### 総合格闘技
| 総合格闘技 戦績 | 総合格闘技 戦績 | 総合格闘技 戦績 | 総合格闘技 戦績 | 総合格闘技 戦績 | 総合格闘技 戦績 | 総合格闘技 戦績 |
| --------------- | --------------- | --------------- | --------------- | --------------- | --------------- | --------------- |
| 30 試合         | (T)KO           | 一本            | 判定            | その他          | 引き分け        | 無効試合        |
| 19 勝           | 6               | 5               | 8               | 0               | 0               | 1               |
| 10 敗           | 0               | 3               | 7               | 0               | 0               | 1               |

| 勝敗 | 対戦相手                 | 試合結果                         | 大会名                                                            | 開催年月日     |
| ×    | ジョー・パイファー       | 5分3R終了 判定0-3                | UFC 316: Dvalishvili vs. O'Malley 2                               | 2025年6月7日   |
| ○    | ダニエル・ロドリゲス     | 5分3R終了 判定3-0                | UFC on ABC 6: Whittaker vs. Aliskerov                             | 2024年6月22日  |
| ×    | ショーン・ブレイディ     | 3R 1:43 キムラロック             | UFC on ESPN 52: Dariush vs. Tsarukyan                             | 2023年12月2日  |
| ○    | クリス・カーティス       | 5分3R終了 判定3-0                | UFC 287: Pereira vs. Adesanya 2                                   | 2023年4月8日   |
| ×    | ジャレッド・キャノニア   | 5分5R終了 判定0-3                | UFC on ESPN 29: Cannonier vs. Gastelum                            | 2021年8月21日  |
| ×    | ロバート・ウィテカー     | 5分5R終了 判定0-3                | UFC on ESPN 22: Whittaker vs. Gastelum                            | 2021年4月17日  |
| ○    | イアン・ハイニッシュ     | 5分3R終了 判定3-0                | UFC 258: Usman vs. Burns                                          | 2021年2月13日  |
| ×    | ジャック・ハーマンソン   | 1R 1:18 ヒールホールド           | UFC Fight Night: Figueiredo vs. Benavidez 2                       | 2020年7月19日  |
| ×    | ダレン・ティル           | 5分3R終了 判定1-2                | UFC 244: Masvidal vs. Diaz                                        | 2019年11月2日  |
| ×    | イスラエル・アデサンヤ   | 5分5R終了 判定0-3                | UFC 236: Holloway vs. Poirier 2 【UFC世界ミドル級暫定王座決定戦】 | 2019年4月13日  |
| ○    | ホナウド・ジャカレイ     | 5分3R終了 判定2-1                | UFC 224: Nunes vs. Pennington                                     | 2018年5月12日  |
| ○    | マイケル・ビスピン       | 1R 2:30 KO（左フック→パウンド）  | UFC Fight Night: Bisping vs. Gastelum                             | 2017年11月25日 |
| ×    | クリス・ワイドマン       | 3R 3:45 肩固め                   | UFC on FOX 25: Weidman vs. Gastelum                               | 2017年7月22日  |
| －   | ビクトー・ベウフォート   | 1R 3:52 ノーコンテスト           | UFC Fight Night: Belfort vs. Gastelum                             | 2017年3月11日  |
| ○    | ティム・ケネディ         | 3R 2:45 TKO（左フック）          | UFC 206: Holloway vs. Pettis                                      | 2016年12月10日 |
| ○    | ジョニー・ヘンドリックス | 5分3R終了 判定3-0                | UFC 200: Tate vs. Nunes                                           | 2016年7月9日   |
| ×    | ニール・マグニー         | 5分5R終了 判定1-2                | UFC Fight Night: Magny vs. Gastelum                               | 2015年11月21日 |
| ○    | ネイサン・マーコート     | 2R終了時 TKO（コーナーストップ） | UFC 188: Velasquez vs. Werdum                                     | 2015年6月13日  |
| ×    | タイロン・ウッドリー     | 5分3R終了 判定1-2                | UFC 183: Silva vs. Diaz                                           | 2015年1月31日  |
| ○    | ジェイク・エレンバーガー | 1R 4:46 リアネイキドチョーク     | UFC 180: Werdum vs. Hunt                                          | 2014年11月15日 |
| ○    | ニコラス・ムサケ         | 5分3R終了 判定3-0                | UFC Fight Night: Swanson vs. Stephens                             | 2014年6月28日  |
| ○    | リック・ストーリー       | 5分3R終了 判定2-1                | UFC 171: Hendricks vs. Lawler                                     | 2014年3月15日  |
| ○    | ブライアン・メランコン   | 1R 2:26 リアネイキドチョーク     | UFC Fight Night: Condit vs. Kampmann 2                            | 2013年8月28日  |
| ○    | ユライア・ホール         | 5分3R終了 判定2-1                | The Ultimate Fighter 17 Finale 【ミドル級トーナメント 決勝】      | 2013年4月13日  |
| ○    | マイク・アシュフォード   | 1R 1:57 TKO（パンチ連打）        | Rage in the Cage 161                                              | 2012年7月20日  |
| ○    | ビル・スモールウッド     | 1R 0:55 リアネイキドチョーク     | Cage Rage: On the River 2                                         | 2011年7月22日  |
| ○    | マイク・ジェンティーレ   | 2R 2:32 KO（パンチ連打）         | Desert Rage Full Contact Fighting 10                              | 2011年10月22日 |
| ○    | ヤイール・モグエル       | 3R 2:26 TKO（パンチ連打）        | LAW 1: Heatwave                                                   | 2011年7月16日  |
| ○    | ホセ・サンチェス         | 2R 1:38 ギブアップ（パンチ連打） | LAF 1: Border Wars                                                | 2010年12月11日 |
| ○    | ルイス・マガナ           | 1R N/A アームバー                | WCF 1                                                             | 2009年3月28日  |

### 総合格闘技エキシビション
| 勝敗 | 対戦相手             | 試合結果                     | 大会名                                           | 開催年月日     |
| ○    | ジョシュ・サマン     | 1R 4:02 リアネイキドチョーク | The Ultimate Fighter: Team Jones vs. Team Sonnen | 2012年12月11日 |
| ○    | コリン・ハート       | 1R 0:33 TKO（パウンド）      | The Ultimate Fighter: Team Jones vs. Team Sonnen | 2012年12月4日  |
| ○    | ババ・マクダニエル   | 2R 2:38 リアネイキドチョーク | The Ultimate Fighter: Team Jones vs. Team Sonnen | 2012年11月15日 |
| ○    | キト・アンドリュース | 5分2R終了 判定3-0            | The Ultimate Fighter: Team Jones vs. Team Sonnen | 2012年10月30日 |

## 獲得タイトル
- The Ultimate Fighter 17 ミドル級トーナメント 優勝（2013年）

## 表彰
- UFC ファイト・オブ・ザ・ナイト（5回）
- UFC パフォーマンス・オブ・ザ・ナイト（3回）
- The Ultimate Fighter 17 サブミッション・オブ・ザ・シーズン（2013年）
- UFC ファイト・オブ・ザ・イヤー（2019年/イスラエル・アデサンヤ戦）[17]
- UFC殿堂入り（試合部門・UFC 236）
- World MMA Awards ブレイクスルー・ファイター・オブ・ザ・イヤー（2014年）
- MMA Fighting ファイト・オブ・ザ・イヤー（2019年/イスラエル・アデサンヤ戦）
- MMA Junkie ファイト・オブ・ザ・イヤー（2019年/イスラエル・アデサンヤ戦）